# Priwolnoje (Kaliningrad, Slawsk)
Priwolnoje (russisch Привольное, deutsch Demmenen, 1938 bis 1945 Demmen, litauisch Demeniai) ist ein Ort in der russischen Oblast Kaliningrad. Er gehört zur kommunalen Selbstverwaltungseinheit Stadtkreis Slawsk im Rajon Slawsk.

## Geographische Lage
Priwolnoje liegt fünf Kilometer nördlich von Bolschakowo an einer Nebenstraße, die die russische Fernstraße A 216 (einstige deutsche Reichsstraße 138, heute auch Europastraße 77) nördlich von Krasnosnamenskoje (Klein Girratischken, 1938 bis 1946 Gronwalde) mit Ochotnoje (Liedemeiten, 1938 bis 1946 Gerhardsweide) verbindet. Entlang der östliche Ortsgrenze verläuft die Bahnstrecke Kaliningrad–Sowetsk (Königsberg–Tilsit), deren nächster Halt bis 1945 Wilhelmsbruch (russisch: Koschedubowo, nicht mehr existent) war und heute der Bahnhof in Bolschakowo ist.

## Geschichte
Das einst Demmenen genannte Dorf bestand vor 1945 aus sehr verstreuten kleinen Höfen. Am 26. März 1874 wurde Demmenen Amtsdorf und damit namensgebend für einen neu errichteten Amtsbezirk, der – am 18. April 1939 in „Amtsbezirk Demmen“ umbenannt – bis 1945 zum Kreis Niederung (ab 1938: Kreis Elchniederung) im Regierungsbezirk Gumbinnen der preußischen Provinz Ostpreußen gehörte. Das Dorf wurde am 3. Juni 1938 in „Demmen“ umbenannt.
In Kriegsfolge kam der Ort 1945 mit dem nördlichen Ostpreußen zur Sowjetunion. Er erhielt im Jahr 1950 die russische Bezeichnung „Priwolnoje“ und wurde gleichzeitig dem Dorfsowjet Bolschakowski selski Sowet im Rajon Bolschakowo zugeordnet. Seit 1963 gehört Priwolnoje zum Rajon Slawsk. Vor 1975 wechselte der Ort in den Gastellowski selski Sowet. Von 2008 bis 2015 gehörte Priwolnoje zur Landgemeinde Bolschakowskoje selskoje posselenije und seither zum Stadtkreis Slawsk.

### Einwohnerentwicklung
| Jahr | Einwohner |
| ---- | --------- |
| 1910 | 230       |
| 1933 | 178       |
| 1939 | 150       |
| 2002 | 44        |
| 2010 | 57        |

### Amtsbezirk Demmenen/Demmen (1874–1945)
Zwischen 1874 und 1945 war Demmenen resp. Demmen Amtsdorf für einen Bezirk in den anfangs neun Landgemeinde bezw. Gutsbezirke eingegliedert waren:
| Name                | Änderungsname 1938 bis 1946 | Russischer Name | Bemerkungen                                          |
| ------------------- | --------------------------- | --------------- | ---------------------------------------------------- |
| Demmenen            | Demmen                      | Priwolnoje      |                                                      |
| Groß Gerhardswalde  |                             |                 | 1895 in die Landgemeinde Gerhardswalde eingegliedert |
| Klein Gerhardswalde |                             |                 | 1895 in die Landgemeinde Gerhardswalde eingegliedert |
| Lasdehnen           |                             |                 | 1895 in die Landgemeinde Gerhardswalde eingegliedert |
| Lepienen            | Gerhardsheim                |                 |                                                      |
| Meszehnen           |                             |                 | 1895 in die Landgemeinde Berkeln eingegliedert       |
| Plauschinnen        |                             |                 | 1895 in die Landgemeinde Berkeln eingegliedert       |
| Skroblienen         |                             |                 | 1895 in die Landgemeinde Gerhardswalde eingegliedert |
| Willohnen           |                             |                 | 1895 in die Landgemeinde Berkeln eingegliedert       |

Am 1. Januar 1945 gehörten zum Amtsbezirk Demmen noch vier Gemeinden: Berkeln, Demmen, Gerhardsheim und Gerhardswalde. Von all den Orten des Amtsbezirks existiert heute lediglich noch Priwolnoje, alle anderen sind erloschen.

## Kirche
In Demmenen resp. Demmen lebte vor 1945 eine fast ausnahmslos evangelische Bevölkerung. Das Dorf war in das Kirchspiel der Kirche Skaisgirren mit Pfarrsitz in Groß Skaisgirren (1938 bis 1946: Kreuzingen, heute russisch: Bolschakowo) eingepfarrt, die zum Kirchenkreis Niederung (Elchniederung) innerhalb der Kirchenprovinz Ostpreußen der Kirche der Altpreußischen Union gehörte. Heute liegt Priwolnoje im Einzugsbereich der in den 1990er Jahren neu entstandenen evangelisch-lutherischen Gemeinde in Bolschakowo, einer Filialgemeinde in der Kirchenregion der Salzburger Kirche in Gussew (Gumbinnen) in der Propstei Kaliningrad (Königsberg) der Evangelisch-lutherischen Kirche Europäisches Russland.